# Ceratina zebra
Ceratina zebra är en biart som beskrevs av Heinrich Friese 1921. Ceratina zebra ingår i släktet märgbin, och familjen långtungebin. Inga underarter finns listade i Catalogue of Life.